# 190 TCN
Năm 190 TCN là một năm trong lịch Julius. 

## Sinh
- Hipparchus, nhà thiên văn học, địa lý, và toán học Hy Lạp (mất 120 TCN)
- Cornelia Scipionis africana, hai con gái của Publius Cornelius Scipio Africanus và Aemilia Paulla.